# Cases Francesc Moragas
Les Cases Francesc Moragas són un conjunt arquitectònic situat a la Via Laietana, 46-48 de Barcelona, entre els carrers de Sant Pere Més Baix i Sant Pere Més Alt, catalogat com a bé amb elements d'interès (categoria C).

## Història
El 1925, Francesc Moragas i Barret, director de la Caixa de Pensions per a la Vellesa i d'Estalvis va presentar el projecte dels tres edificis de la banda més propera al carrer de Sant Pere Més Alt, obra de l'arquitecte Enric Sagnier i Villavecchia. L'any següent, va presentar el la banda del carrer de Sant Pere Més Baix, que integrava l'edifici existent al núm. 5, construït al darrer quart del segle xviii per l'enginyer militar Juan Martín Cermeño, i que posteriorment passà a mans del fabricant d'indianes Joan Canaleta i Font.

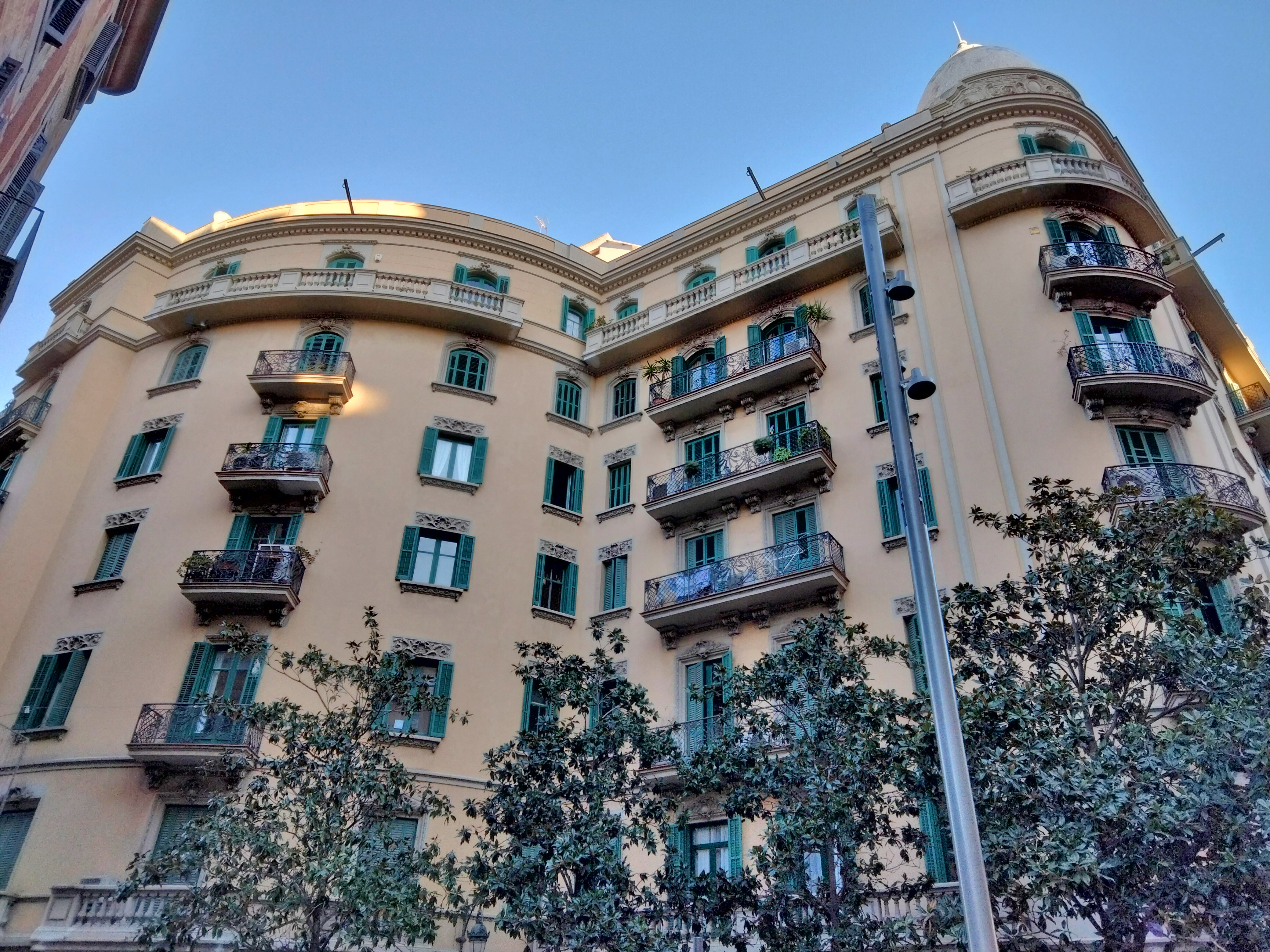
Cantonada arrodonida del carrer de Sant Pere Més Alt amb la Via Laietana

## Descripció
Es tracta d'un conjunt unitari de quatre edificis de planta baixa i sis pisos. La composició de les façanes es fa segons eixos verticals de finestres i balcons amb barana de ferro, coronades per llindes amb relleus escultòrics, llevat dels del primer i últim pis, on hi ha balconades seguides amb balustrada de pedra. Les dues cantonades estan coronades amb cúpules apuntades de trencadís. El parament de façana és d'estuc llis.

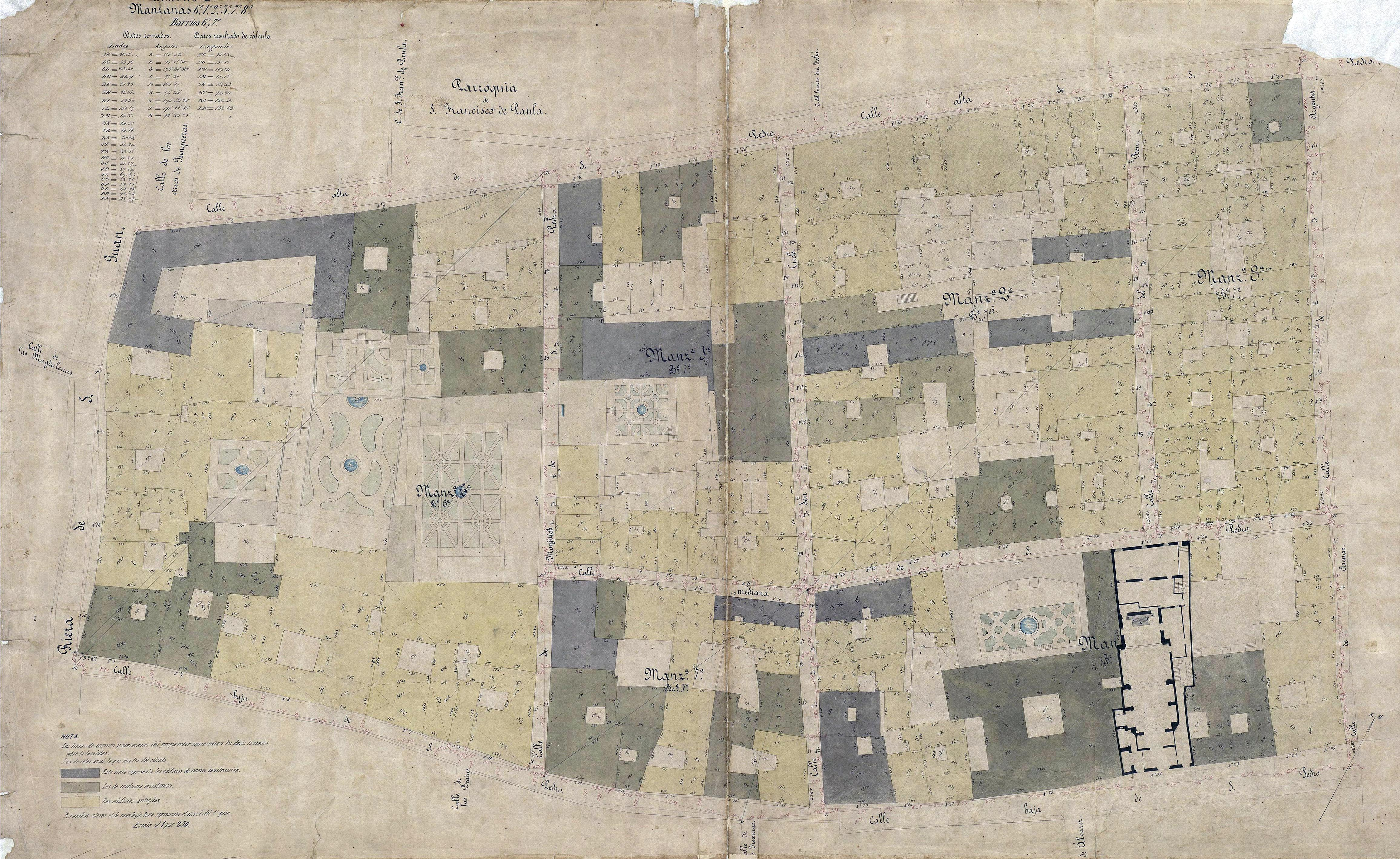
Quarteró núm. 24 de Garriga i Roca